# Île du Large
Île du Large (en español Isla del Largo) es una de las dos islas que forman el archipiélago Saint-Marcouf. Está fortificada y pertenece al Estado francés. Al igual que a su vecina, l’île de Terre, está prohibido de acceso. Desde 2003, las fortificaciones están siendo restauradas.

## Geografía
Île du Large está ubicada a 7 km de la costa más cercana. Aproximadamente 460 metros de Océano Atlántico la separan de Île de Terre. Su superficie catastral es de aproximadamente 2,765 hectáreas.

## Historia

### Isla fortificada
Île du Large posee en su centro una fortificación circular de 53 metros de diámetro acabada bajo el reinado de Napoleón III. Está compuesto por dos niveles y una plataforma de tiro. 
Durante la Primera Guerra Mundial, el fuerte fue ocupado por soldados franceses. 
A falta de cuidado regular por parte del Estado, las tormentas han deteriorado mucho los diques exteriores.

## Galería

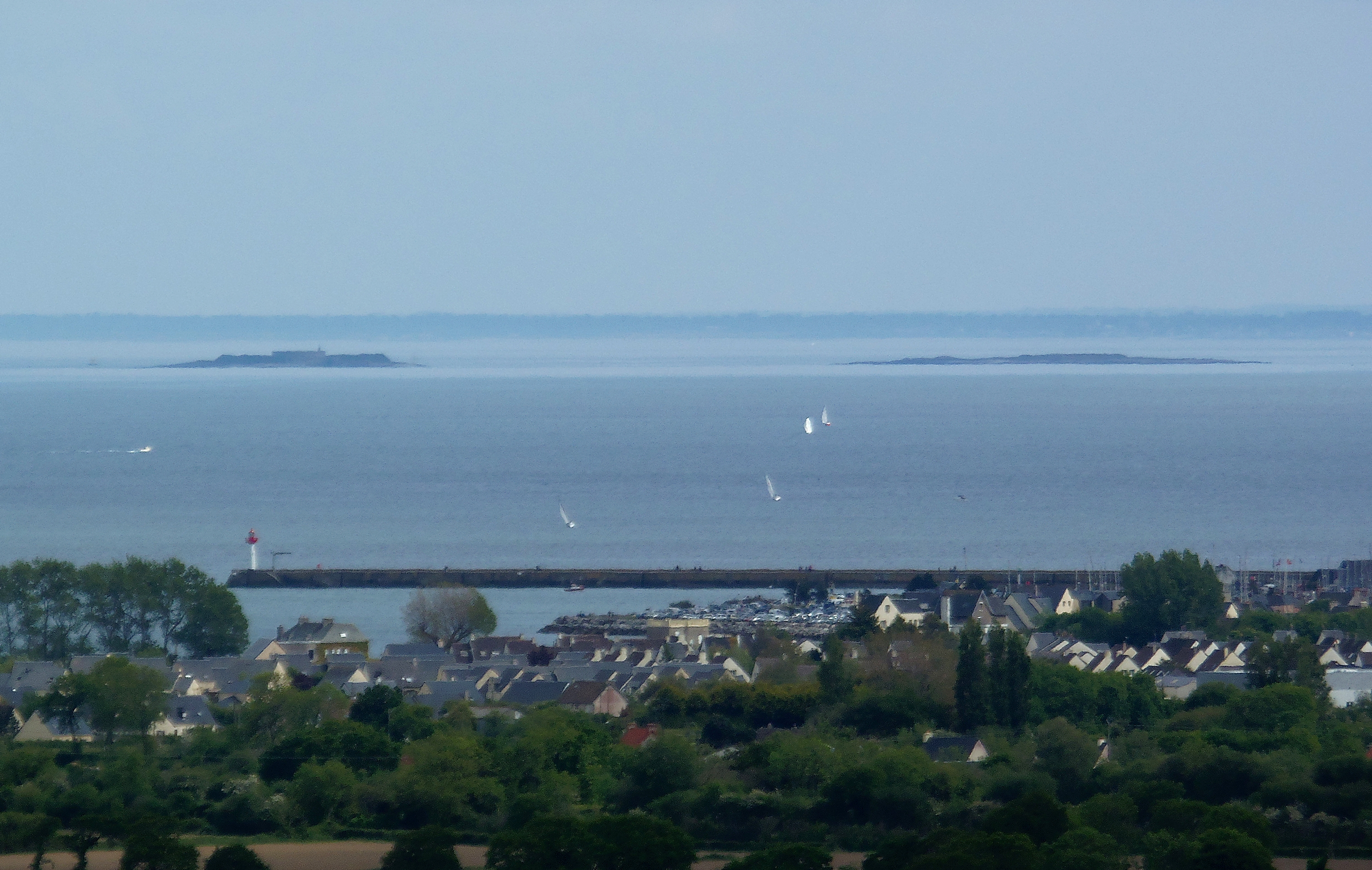
Las islas Santo-Marcouf vistas de la cumbre del cerro de La Pernelle
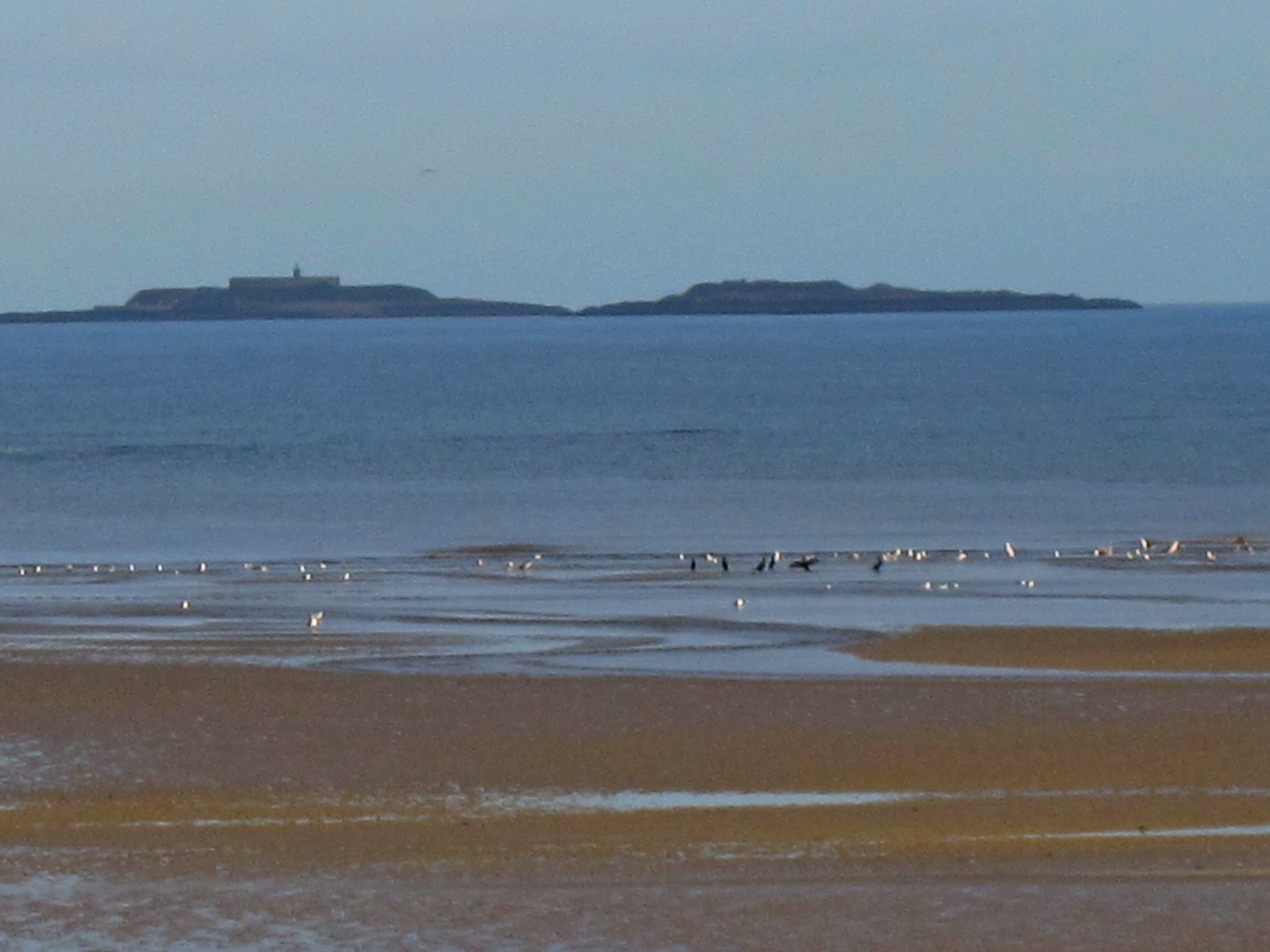
Las islas Santo-Marcouf vistas del rivage de Ravenoville
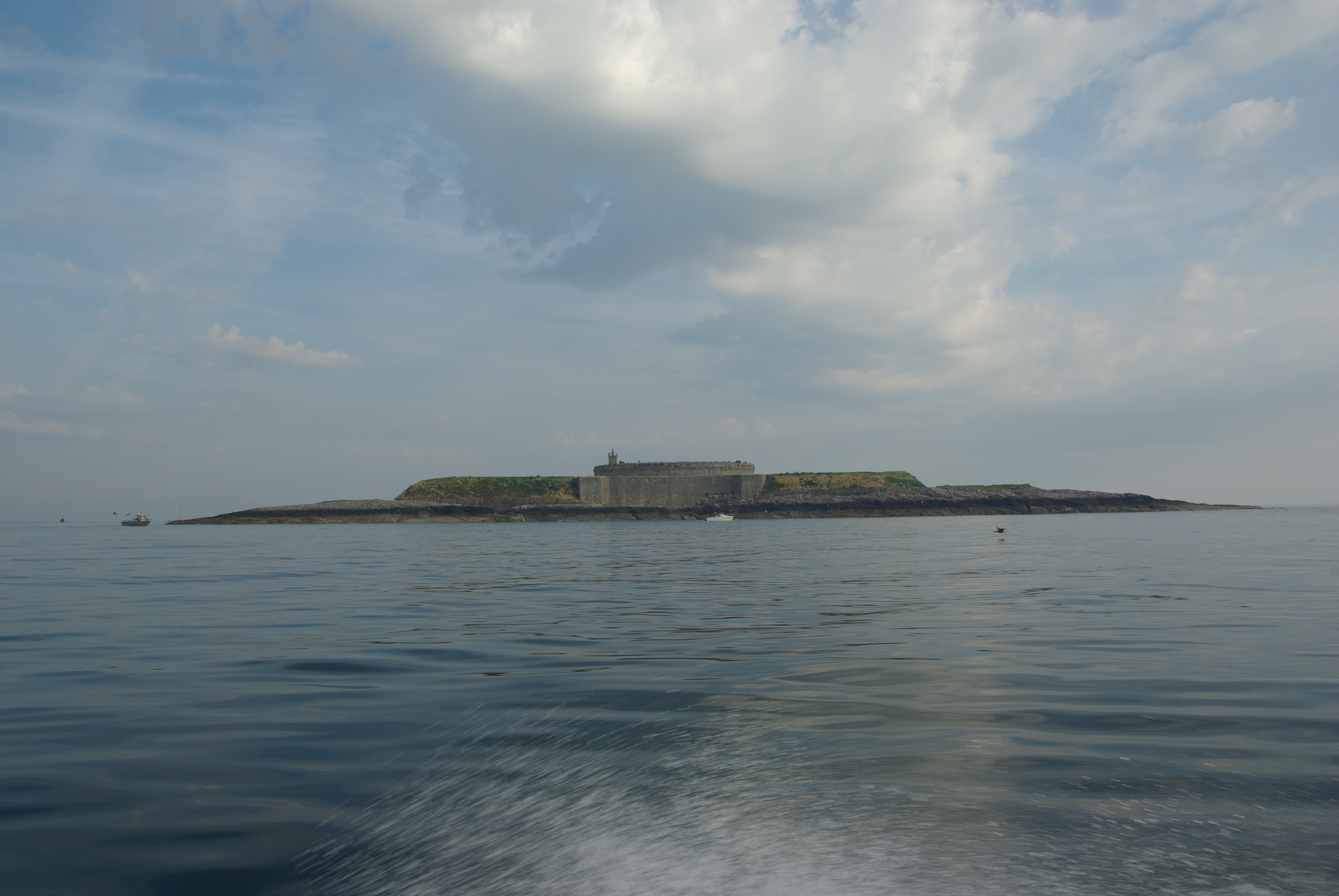
La isla de la Anchura a marea elevada vista del lado norte
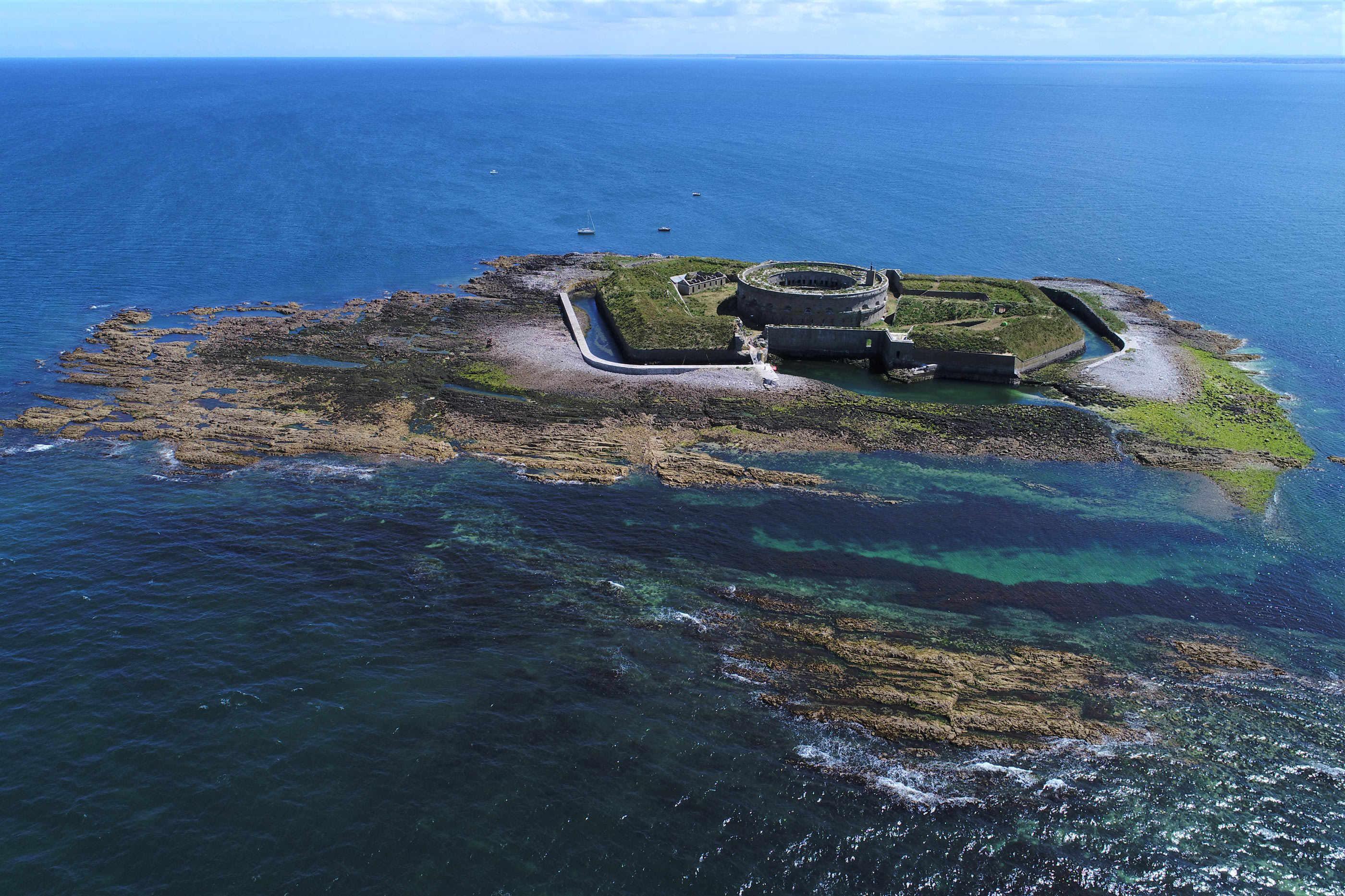
La isla de la Anchura vista del cielo (lado norte) en 2017
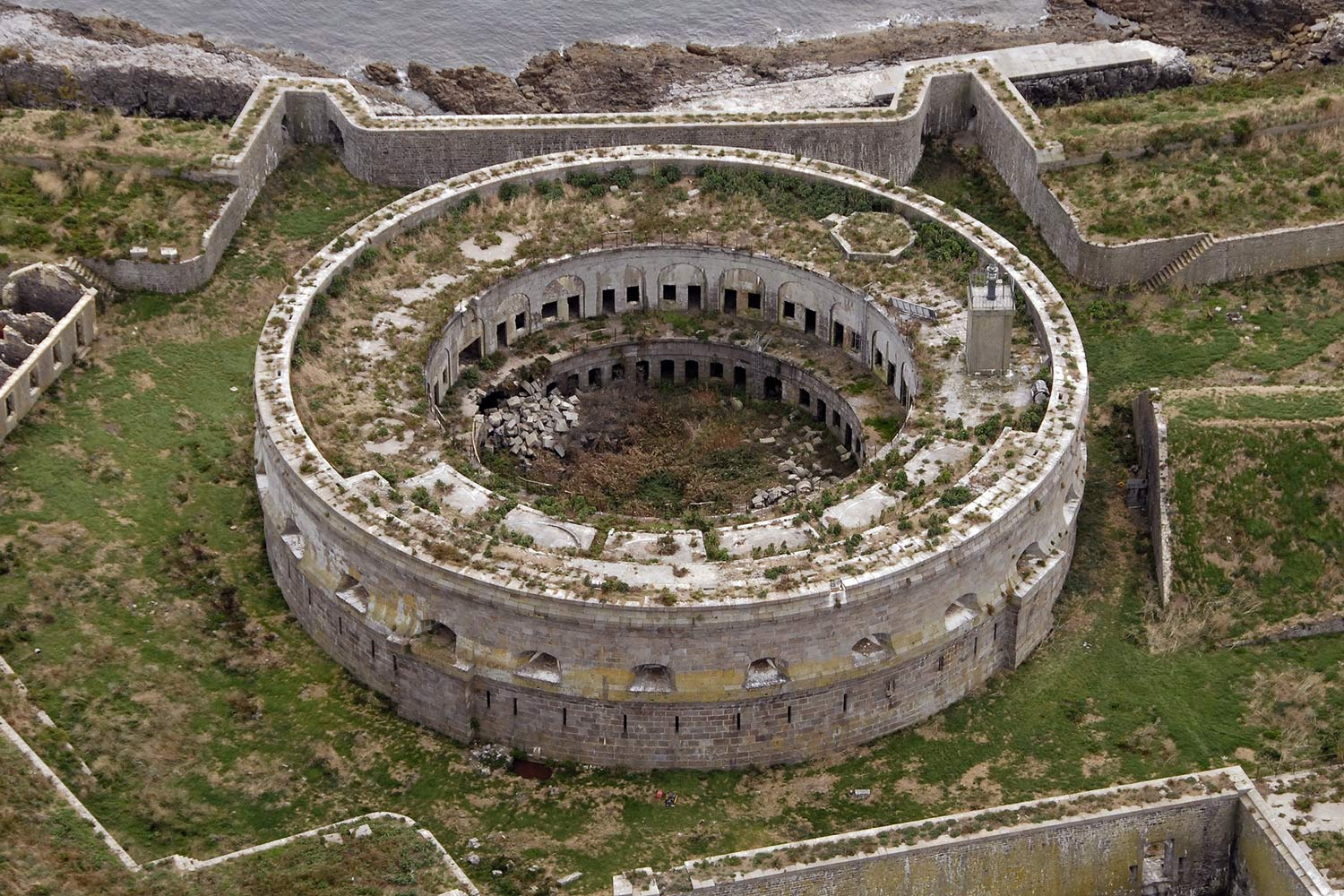
Vista aérea de la fortaleza de la isla de la Anchura Santa-Marcouf